# 肩射多用途攻擊武器
肩射多用途攻擊武器（Shoulder-Launched Multipurpose Assault Weapon，簡稱SMAW），是基於以色列設計的肩射型火箭筒，主要用途是作為一種可攜帶的攻擊武器火箭筒（譬如破壞碉堡），而次要用途則是作為反裝甲火箭筒。在1984年，美國海軍陸戰隊開始採用SMAW。當對付戰車大小的目標時，SMAW的最大射程為500公尺。
在進行進攻任務時，SMAW可以用來摧毀碉堡，以及其他防禦工事，使用雙用彈來對付其他目標，或是使用HEAA(High Explosive, Anti-Armor，反裝甲高爆彈)對付主力戰車。在最近於阿富汗以及伊拉克的行動中，顯示SMAW開始使用燃料空氣炸彈（Novel Explosive，簡稱NE），可以用來坍塌建築物。.

## 服役歷史
SMAW系統（發射器、彈藥及其他輔助設備），於1984年開始被美國海軍陸戰隊採用。Mod-0顯現出了數個缺陷，於是在2000開始一系列的改進:包含了重新撰寫操作和技術手冊，用來防止異物入侵板機機制的套件等等。其中，包含了為了讓新型的HEAA彈可以有效擊中移動中的裝甲目標，而對光學系統進行調整。在沙漠風暴行動中，美國陸軍部署了150座發射器以及5000枚火箭。自此之後，美國海軍陸戰隊也對這套系統產生興趣。

### SMAW的後繼系統
在2002年，陸戰隊開始了一項開發SMAW後繼系統的計畫，並暫時定名為"SMAW的後繼系統(Follow-On To SMAW)"。洛克希德·馬丁和以色列軍事工業得到了這份合約。 最後得到的新系統，是FGM-172 SRAW。不過，在作戰行動中，SRAW並沒有完全取代SMAW。

### SMAW II計畫
在2008年，再度啟動一項取代SMAW的計畫，並定名為SMAW II。 同時，也開發一種可以在密封空間中發射而不會對人員及環境造成損害的新型彈藥。SMAW II總重要求為29.7英磅（13.5）(發射器11.7磅，火箭18磅)。如果陸戰隊對於測試結果滿意，並決定採買1717具發射器的話，合約總值達5170萬美金。

### SMAW II，毒蟒
雷神飛彈系統(雷神公司的子公司)，在那莫-塔雷防禦系統公司的指引下，負責開發新型的SMAW II發射器；而那莫-塔雷防禦系統則開發新型火箭。SMAW II的發射器被開發者稱作"毒蟒"，而在許多層面上，都和第一代的SMAW發射器相似，除了SMAW II將原先的瞄準輔助槍替代為更先進的，由雷神開發的電子火控系統。瞄準系統被整合在發射器中，並使用獨特的支架保護。從影片中可發現這個支架也用來作為提把。開發團隊宣稱和舊型的發射器相比，SMAW II的減輕了4.5磅。SMAW II可以發射標準SMAW使用的火箭，同時可以發射新型的彈藥。雷神在2010年美國陸軍協會的會議中宣布SMAW II在2012年可以開始部屬。

## 設計

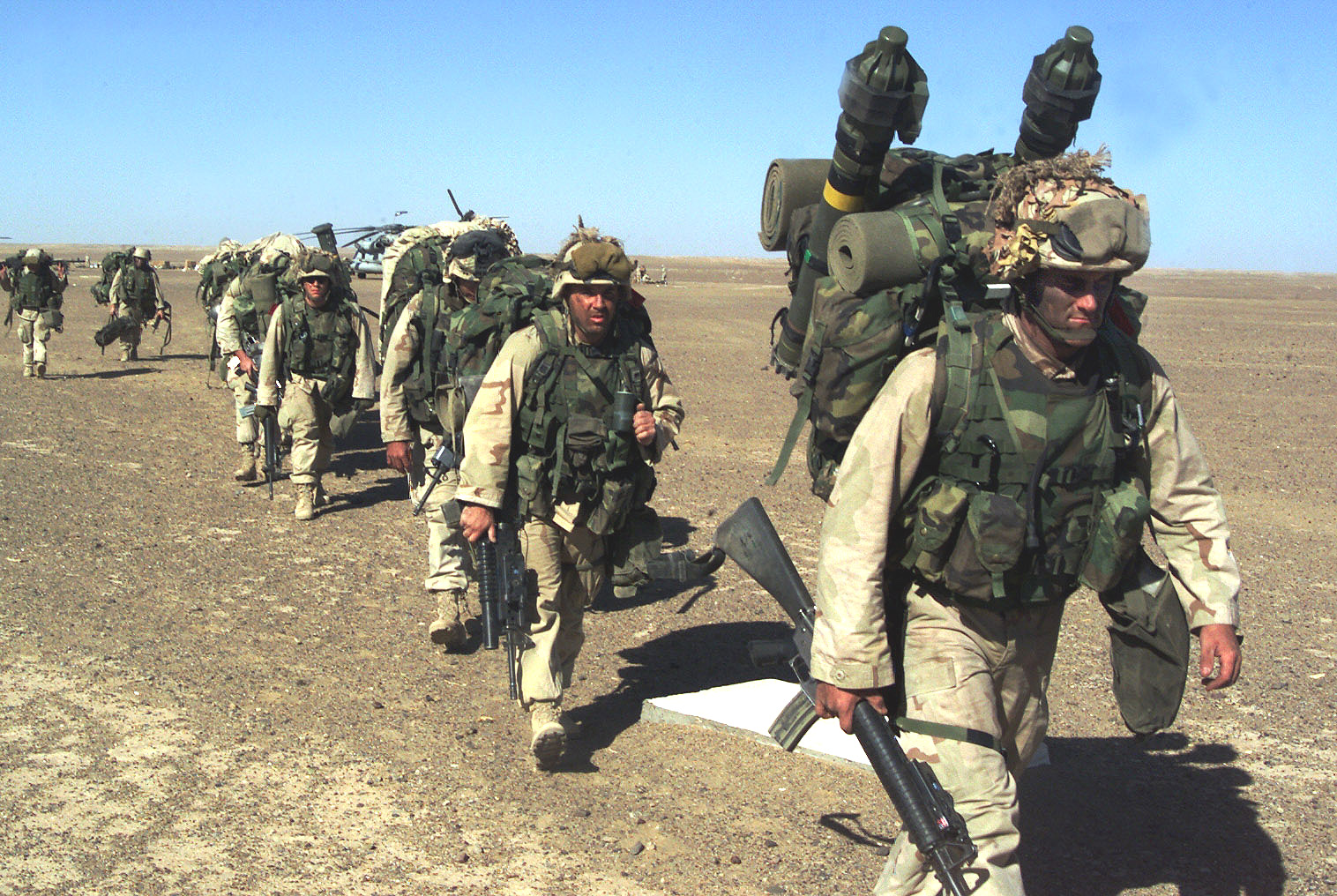
犀牛營地(Camp Rhino)，2001年11月25日，來自陸戰隊第15遠征部隊的步兵

SMAW的發射器為83.5mm，發射的火箭則為83mm。它是可由人員攜帶的武器系統，包含了MK153發射器，MK 3 HEAA火箭，以及MK 217瞄準輔助槍。發射器包含了一支玻璃纖維製的發射管，9mm的瞄準輔助槍，電子擊火機構，開放式覘孔，以及用來裝上MK42日間瞄準具和AN/PVS-17B夜間瞄準具的底座。
SMAW MK153 Mod0發射器，是由以色列軍事工業的B-300開發的而成的，它包含了發射管，瞄準輔助槍，點火機構，以及瞄準具底座。

## 使用者
- 中華民國
  - 中華民國海軍陸戰隊
- 印度尼西亞
- 黎巴嫩
- 美国
  - 美國海軍陸戰隊
- 乌克兰